# Tenri (Nara)
Tenri (天理市 Tenri-shi?) es una ciudad localizada en la prefectura de Nara, Japón. En julio de 2019 tenía una población estimada de 65.466 habitantes y una densidad de población de 758 personas por km². Su área total es de 86,42 km².
La mayoría de las actividades, lugares, recintos y edificios están orientados al aprendizaje y enseñanza de la doctrina de Tenrikyō conocida como una de las nuevas Religiones de Japón con mayor número de creyentes fuera de Japón.

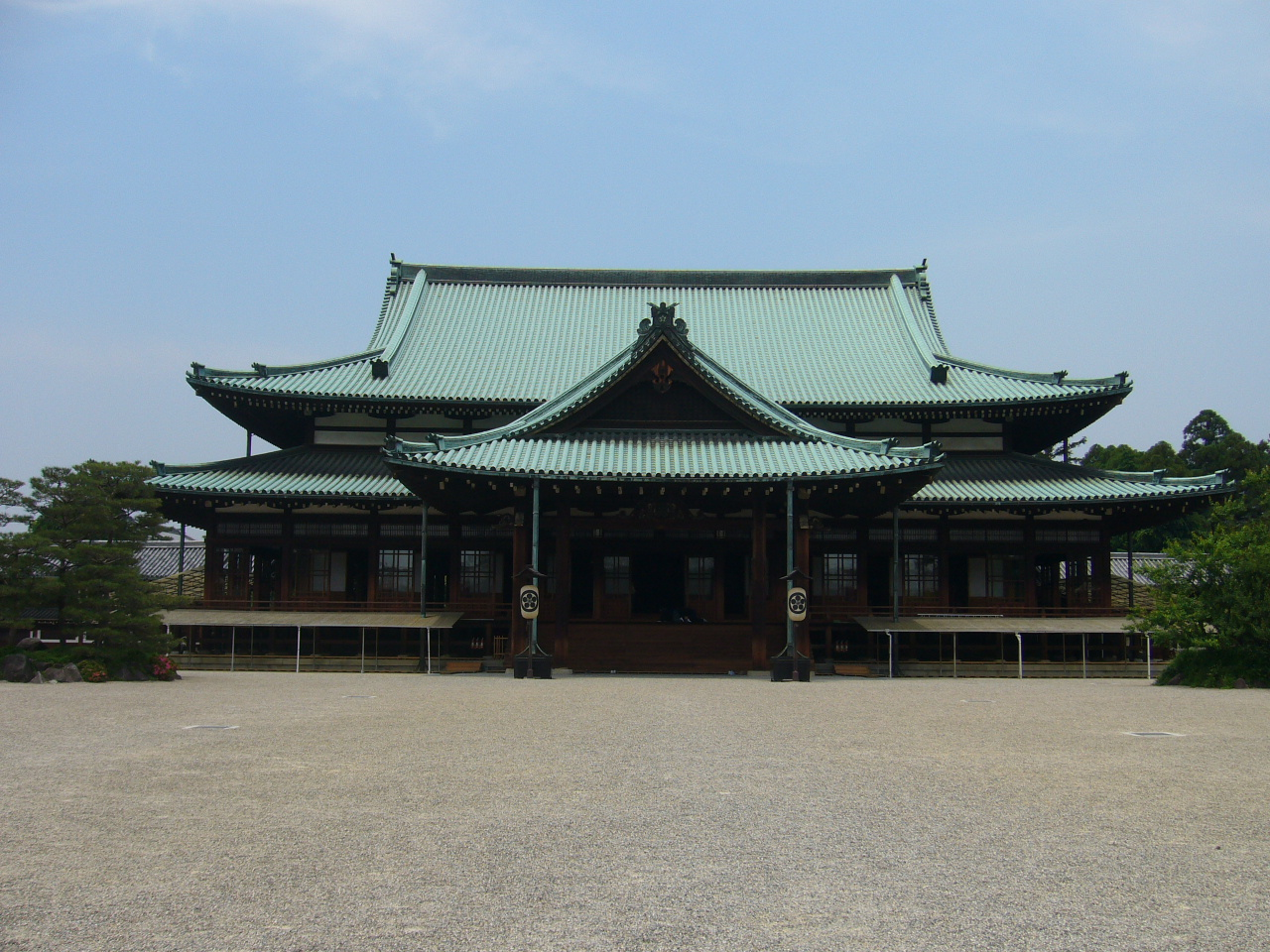
Residencia de Oyasama.

## Geografía

### Localidades circundantes
- Prefectura de Nara
  - Nara
  - Sakurai
  - Yamatokōriyama
  - Tawaramoto
  - Miyake
  - Kawanishi

## Demografía
Según datos del censo japonés, la población de Tenri ha disminuido en los últimos años.
| Año del censo | Población |
| ------------- | --------- |
| 1995          | 74.188    |
| 2000          | 72.741    |
| 2005          | 71.152    |
| 2010          | 69.178    |
| 2015          | 67.398    |

## Ciudades hermanadas
- Bauru, Brasil
- La Serena, Chile
- Seosan, Corea del Sur